# Confederación Argentina de Taekwondo

## Resumen
Ente Rector del Taekwondo WTF en la Argentina. Está afiliada a la PATU (PanAmerican Taekwondo Union).

### Historia
Posterior a la victoria de Oscar del Prado x el título nacional en 1977 ,se funda el 20 de julio de 1978 una institución que se denominó Asociación Argentina de Taekwondo (AAT), sentando sus bases organizativas y dotándola de Personería Jurídica conforme resolución Nro. 1381 de la Dirección Provincial de Personas Jurídicas de la Provincia de Buenos Aires con fecha 7 de noviembre de 1980.
Después, en la Asamblea Constituyente del 16 de diciembre de 1983, se buscó propiciar y lograr la modificación de su denominación y estructura, dando así paso a la actual "CONFEDERACIÓN ARGENTINA DE TAEKWONDO".
El carácter de única y exclusiva institución rectora del Taekwondo en la República Argentina fue conocido a la Confederación Argentina de Taekwondo. En forma expresa y permanente, por el máximo organismo de conducción de la disciplina en el mundo - la "Federación Mundial de Taekwondo"- (WTF), en su Asamblea General, realizada en Seúl, Korea, en fecha de 3 de septiembre de 1985, y por el Comité Olímpico Argentino, en certificación extendida el 23 de junio de 1986, contando, previo a todo ello, con idéntico reconocimiento de la "Unión Panamericana de Taekwondo" (PATU) y de la "Confederación Argentina de Deportes" (CAD).